# Selección femenina de fútbol sub-17 de Alemania
La Selección femenina de fútbol sub-17 de Alemania (en alemán: Deutsche Fußballnationalmannschaft (U-17-Juniorinnen)) representa a Alemania en las diferentes competiciones internacionales de su categoría y es gobernada por la Federación Alemana de Fútbol (DFB). El equipo nacional fue fundado en 1992 como un equipo sub-16. Desde el 2001 el límite de edad es de 17 años. La entrenadora es Anouschka Bernhard.

## Torneos

### Copa Mundial Femenina de Fútbol Sub-17
El equipo alemán ha participado en todos los torneos realizados hasta la fecha. Su mejor resultado fue tercer lugar en 2008
| Año   | Posición         | PJ          | PG          | PE          | PP          | GF          | GC          |             |
| ----- | ---------------- | ----------- | ----------- | ----------- | ----------- | ----------- | ----------- | ----------- |
| 2008  | Tercer lugar     | 6           | 4           | 1           | 1           | 16          | 6           |             |
| 2010  | Cuartos de final | 4           | 3           | 0           | 1           | 22          | 2           |             |
| 2012  | Cuarto lugar     | 6           | 3           | 1           | 2           | 11          | 8           |             |
| 2014  | Primera ronda    | 3           | 0           | 1           | 2           | 5           | 7           |             |
| 2016  | Cuartos de final | 4           | 2           | 1           | 1           | 6           | 4           |             |
| 2018  | Cuartos de final | 4           | 2           | 0           | 2           | 8           | 3           |             |
| 2022  | Cuarto lugar     | 6           | 4           | 1           | 1           | 16          | 6           |             |
| 2024  | Por definir      | Por definir | Por definir | Por definir | Por definir | Por definir | Por definir | Por definir |
| Total | 7/7              | 33          | 18          | 5           | 10          | 84          | 36          |             |

### Campeonato Europeo Femenino Sub-17 de la UEFA
EL equipo alemán ha participado en el Campeonato Europeo Femenino Sub-17 de la UEFA once veces; ganándolo en siete oportunidades y estableciendo el récord de más títulos.
| Año   | Posición                                   | PJ                                         | PG                                         | PE                                         | PP                                         | GF                                         | GC                                         |                |
| ----- | ------------------------------------------ | ------------------------------------------ | ------------------------------------------ | ------------------------------------------ | ------------------------------------------ | ------------------------------------------ | ------------------------------------------ | -------------- |
| 2008  | Campeón                                    | 2                                          | 2                                          | 0                                          | 0                                          | 4                                          | 0                                          |                |
| 2009  | Campeón                                    | 2                                          | 2                                          | 0                                          | 0                                          | 11                                         | 1                                          |                |
| 2010  | Tercer lugar                               | 2                                          | 1                                          | 0                                          | 1                                          | 3                                          | 1                                          |                |
| 2011  | Tercer lugar                               | 2                                          | 1                                          | 1                                          | 0                                          | 10                                         | 4                                          |                |
| 2012  | Campeón                                    | 2                                          | 1                                          | 1                                          | 0                                          | 3                                          | 1                                          |                |
| 2013  | No se clasificó                            | No se clasificó                            | No se clasificó                            | No se clasificó                            | No se clasificó                            | No se clasificó                            | No se clasificó                            |                |
| 2014  | Campeón                                    | 5                                          | 3                                          | 1                                          | 1                                          | 10                                         | 7                                          |                |
| 2015  | Semifinal                                  | 4                                          | 2                                          | 0                                          | 2                                          | 10                                         | 5                                          |                |
| 2016  | Campeón                                    | 5                                          | 2                                          | 3                                          | 0                                          | 10                                         | 5                                          |                |
| 2017  | Campeón                                    | 5                                          | 3                                          | 2                                          | 0                                          | 12                                         | 4                                          |                |
| 2018  | Segundo lugar                              | 5                                          | 3                                          | 1                                          | 1                                          | 20                                         | 5                                          |                |
| 2019  | Campeón                                    | 5                                          | 3                                          | 1                                          | 1                                          | 12                                         | 5                                          |                |
| 2020  | Cancelado debido a la pandemia de COVID-19 | Cancelado debido a la pandemia de COVID-19 | Cancelado debido a la pandemia de COVID-19 | Cancelado debido a la pandemia de COVID-19 | Cancelado debido a la pandemia de COVID-19 | Cancelado debido a la pandemia de COVID-19 | Cancelado debido a la pandemia de COVID-19 |                |
| 2021  | Cancelado debido a la pandemia de COVID-19 | Cancelado debido a la pandemia de COVID-19 | Cancelado debido a la pandemia de COVID-19 | Cancelado debido a la pandemia de COVID-19 | Cancelado debido a la pandemia de COVID-19 | Cancelado debido a la pandemia de COVID-19 | Cancelado debido a la pandemia de COVID-19 |                |
| 2022  | Campeón                                    | 5                                          | 4                                          | 1                                          | 0                                          | 9                                          | 2                                          |                |
| 2023  | Fase de grupos                             | 3                                          | 1                                          | 0                                          | 2                                          | 6                                          | 4                                          |                |
| 2024  | Por disputarse                             | Por disputarse                             | Por disputarse                             | Por disputarse                             | Por disputarse                             | Por disputarse                             | Por disputarse                             | Por disputarse |
| 2025  | Por disputarse                             | Por disputarse                             | Por disputarse                             | Por disputarse                             | Por disputarse                             | Por disputarse                             | Por disputarse                             | Por disputarse |
| Total | 13/14                                      | 47                                         | 28                                         | 11                                         | 8                                          | 120                                        | 44                                         |                |

### Copa Nórdica Sub-16 / Sub-17
Desde 1988 a 1997 y 2008 al presente (equipo Sub-16); desde 1998 a 2007 (equipo Sub-17)
| Sede / Año        | Posición               |
| ----------------- | ---------------------- |
| Dinamarca 1988    | No participó           |
| Noruega 1989      | Quinto lugar*          |
| Suecia 1990       | No participó           |
| Finlandia 1991    | No participó           |
| Dinamarca 1992    | No participó           |
| Países Bajos 1993 | No participó           |
| Islandia 1994     | No participó           |
| Noruega 1995      | No participó           |
| Finlandia 1996    | No participó           |
| Suecia 1997       | Cuarto lugar (Sub-16)  |
| Dinamarca 1998    | Campeón (Sub-17)       |
| Países Bajos 1999 | Cuarto lugar (Sub-17)  |
| Finlandia 2000    | Finalista (Sub-17)     |
| Noruega 2001      | Campeón (Sub-17)       |
| Islandia 2002     | Sexto lugar (Sub-17)   |
| Suecia 2003       | Finalista (Sub-17)     |
| Dinamarca 2004    | Tercer lugar (Sub-17)  |
| Noruega 2005      | Campeón (Sub-17)       |
| Finlandia 2006    | Tercer lugar (Sub-17)  |
| Noruega 2007      | Tercer lugar (Sub-17)  |
| Islandia 2008     | Campeón (Sub-16)       |
| Suecia 2009       | Finalista (Sub-16)     |
| Dinamarca 2010    | Finalista (Sub-16)     |
| Finlandia 2011    | Séptimo lugar (Sub-16) |
| Noruega 2012      | Quinto lugar (Sub-16)  |
| Islandia 2013     | Campeón (Sub-16)       |
| Suecia 2014       | Campeón (Sub-16)       |
| Dinamarca 2015    | Finalista (Sub-16)     |
| Noruega 2016      | Finalista (Sub-16)     |
| Total             | 20/29                  |

(*) Nota campeonato en Noruega 1989: Alemania participó con la selección de la asociación de futbol de Hesse